# Rex Stewart
Rex Stewart (Filadelfia, 22 febbraio 1907 – Los Angeles, 7 settembre 1967) è stato un cornettista jazz statunitense, noto soprattutto per la sua militanza nell'orchestra di Duke Ellington..

## Biografia
Rex Stewart nacque a Filadelfia in una famiglia di inclinazioni musicali: il nonno suonava l'organo, la nonna suonava e componeva, e tutti i suoi undici figli suonavano qualche strumento. Il padre di Rex (Rex Stewart Sr.) cantava e suonava il violino. Il matrimonio di Rex Senior con la giovane madre di Stewart, Janet finì presto in divorzio e il piccolo Rex fu allevato dalla madre." Dopo diversi tentativi, da parte dei suoi parenti, di insegnargli il violino prima e poi il pianoforte, Rex fu iniziato allo studio della cornetta nella banda militare diretta da un poliziotto che abitava nel suo quartiere. La sua carriera professionistica iniziò a quattordici anni, a Washington, in un gruppo di vaudeville chiamato "Ollie Blackwell's Ragtime Clowns": Stewart dice che nessuno dei sette membri del gruppo (tutti di età compresa tra i quattordici e i ventuno anni) era allora in grado di leggere la musica. La carriera di Stewart proseguì sui battelli a vapore sul fiume Potomac, dove sviluppò uno stile vigoroso, influenzato da Bix Beiderbecke (i cui assoli una volta riprodusse su disco) Bubber Miley e Louis Armstrong. Dopo aver suonato con Elmer Snowden, Fletcher Henderson, Horace Henderson, i McKinney's Cotton Pickers e Luis Russell, Stewart si unì all'orchestra di Ellington nel 1934. Da quell'anno, molti dei pezzi di Ellington furono arrangiati in modo da avvantaggiarsi dello stile, del suono e degli effetti "a mezzo pistone" di Stewart.
Durante i suoi anni con Ellington, Stewart fu uno degli autori di "Boy Meets Horn" e "Morning Glory" e uno dei direttori delle sessioni di registrazioni dei "piccoli gruppi" composti di membri dell'orchestra. Nel 1945, dopo undici anni di collaborazione, Stewart lasciò Ellington per iniziare una carriera da leader. Negli anni che seguirono, prese anche parte alle tournée di Jazz at the Philharmonic in Europa e in Australia, dal 1947 al 1951.
A partire dai primi anni 1950, Stewart, che aveva diversi problemi di salute (soffriva di ipertensione e di diabete) dopo un tentativo di dirigere un ristorante si ritirò in una fattoria in New Jersey: continuò tuttavia ad occuparsi di jazz, lavorando alla radio e alla televisione come disc jockey, suonando Dixieland nel locale di Eddie Condon, facendo serate occasionali (soprattutto con Stuff Smith) dirigendo un suo gruppo a Boston e - nel 1957/58 - un'orchestra commemorativa di Fletcher Henderson.  Trasferitosi nell'area di Los Angeles, continuò il suo loavoro alla radio e alla televisione e divenne anche scrittore, lavorando, con Claire Gordon, ad un'autobiografia (che fu pubblicata postuma nel 1991) e diversi articoli di critica jazzistica che furono accolti molto favorevolmente, e che apparvero con regolarità sul Los Angeles Times (dove aveva una rubrica) e sulle riviste Downbeat, Esquire, Jet, Melody Maker (britannica), Le Jazz Hot (francese) e Estrad (svedese). Una raccolta di questi articoli fu pubblicata (postuma anch'essa) con il titolo Jazz Masters of the Thirties.

## Discografia
Album
- 1951 – Ellingtonia (Dial Records, LP-215) a nome Rex Stewart and His Orchestra
- 1953 – Big Jazz (Atlantic Records, ALS 1209) a nome Jack Teagarden/Rex Stewart, album split
- 1954 – Rex Stewart and His Orchestra (X Records, LX-3001) a nome Duke Ellington, Ben Webster, Lawrence Brown, Jimmy Blanton, Sonny Greer with Rex Stewart and His Orchestra
- 1955 – Dixieland on Location (Concert Hall Jazz Records, CHJ 1202) a nome Rex Stewart and His Band
- 1955 – Rex Stewart Plays Duke Ellington/Illinois Jacquet and His All-Stars Uptown Jazz (Grand Award Records, GA 33-315) a nome Rex Stewart/Illinois Jacquet and His All Stars
- 1956 – Rex Stewart and His Dixieland Jazz Band (Jazztone Records, J-703) EP
- 1956 – Dixieland Free-for-All (Jazztone Records, J-1202) a nome Rex Stewart and His Dixielanders
- 1957 – Dedicated Jazz (Jazztone Records, J-1250) a nome Rex Stewart/Peanuts Hucko, album Split
- 1957 – The Big Challenge (Jazztone Records, J-1268) a nome Cootie & Rex
- 1957 – The Big Reunion (Jazztone Records, J-1285) a nome The Fletcher Henderson All Stars Under the Direction of Rex Stewart
- 1958 – Henderson Homecoming (United Artists Records, UAL-4009/UAS-5009)
- 1959 – Porgy & Bess Revisited (Warner Bros. Records, W/WS1260) a nome Stewart-Williams & Co.
- 1959 – Rendezvous with Rex (Felsted Records, 7001/2001)
- 1959 – Redhead (Design Records, 42) a nome The Rex Stewart Quintet
- 1959 – Chatter Jazz (RCA Victor Records, LPM/LSP-2024) a nome Rex Stewart & Dickie Wells
- 1960 – Just for Kicks (Grand Award Records, GA 33-414) a nome Rex Stewart and His Friends
- 1960 – The Happy Jazz of Rex Stewart (Swingville Records, SVLP-2006)
- 1960 – Rex Stewart and the Ellingtonians (Riverside Records, RLP 144) Raccolta, a nome Rex Stewart and The Ellingtonians
- 1966 – Rex Stewart Meets Henri Chaix (International Polydor Production, 623 234) a nome Rex Stewart, Henri Chaix
- 1966 – Things Ain't What They Used to Be (RCA Victor Records, LPV-533) a nome Johnny Hodges/Rex Stewart, album Split
- 1969 – Memorial (CBS Records, 56628) Raccolta
- 1970 – Memorial Album (Prestige Records, PRST-7728) Raccolta
- 1971 – Trumpet Jive! (Prestige Records, PRST-7812) Raccolta, a nome Rex Stewart and Wingy Manone, album Split
- 1975 – Rex in Paris: 1947-1948 (Barclay Records, 80972 973) Raccolta, pubblicato in Francia
- 1980 – The Irrepressible Rex Stewart (Jazzology Records, J-36) Raccolta, a nome Rex Stewart, John Dengler All Stars
- 1990 – Rex Meets Horn (Green Line Records, JJ-621) Raccolta
- 1997 – The Chronological Classics: Rex Stewart 1934-1946 (Classics Records, 931) Raccolta
- 1998 – Braggin' in Brass (Marshall Cavendish Records, 063) Raccolta
- 1998 – Late Date (Simitar Distribution, 5613) Raccolta
- 1999 – The Chronological Classics: Rex Stewart 1946-1947 (Classics Records, 1016) Raccolta
- 1999 – The Chronological Classics: Rex Stewart 1947-1948 (Classics Records, 1057) Raccolta
- 2003 – The Chronological Classics: Rex Stewart 1949 (Classics Records, 1284) Raccolta
- 2005 – Rex Stewart with The Alex Welsh Band (Jazzology Records, JCD-345) a nome Rex Stewart with The Alex Welsh Band